# Doto acuta
Doto acuta is een slakkensoort uit de familie van de Dotidae. De wetenschappelijke naam van de soort is voor het eerst geldig gepubliceerd in 1977 door Schmekel & Kress.